# Hirtenbach (Ihme)
Der Hirtenbach ist ein etwa acht Kilometer langer linker Nebenfluss der Ihme in der Region Hannover in Niedersachsen.

## Geographie
Der Hirtenbach entsteht als Graben an der Nordostseite der Kreisstraße 231n von Gehrden nach Weetzen. An der Südwestseite der Straße führt dort die Haferriede entlang. Der Hirtenbach fließt begradigt in nördlich bis östlich führenden Grabenabschnitten, am Nordrand von Ronnenberg entlang, wobei die Bahnstrecke Hannover–Altenbeken unterquert wird. Nach einer Strecke durch die Feldmark nimmt er am westlich des hannoverschen Stadtteils Wettbergen den Wettberger Bach auf, unterquert die Bundesstraße 217 und fließt durch Wettbergen. Der Bachverlauf führt von Wettbergen nach Osten, wo der Hirtenbach an der Nordwestecke des Hemminger Stadtteils Westerfeld in die Ihme mündet.

## Sehenswürdigkeiten und Bauwerke
Der Hirtenbach fließt vor Verlassen von Ronnenberg entlang der denkmalgeschützten alten Abdeckerei. Die um 1900 errichteten Gebäude werden heute von der Straßenmeisterei Ronnenberg genutzt.